# Miasszonyunk női kanonokrend (Pécs)
A Szent Ágoston Szabályai Szerint Élő Miasszonyunkról Nevezett Női Kanonok és Tanítórend (latinul: Congregatio Beatae Mariae Virginis der Augustiner Chorfrauen) egy 1851-ben Pécsen megtelepedett tanítói női római katolikus szerzetesrend, amit 1597-ben alapított Pierre Fourier ágostonrendi kanonok, a franciaországi Mattaincourt plébánosa és Boldog Alix Le Clerc.
A rend Magyarországra 1747-ben érkezett Mária Terézia hívására, és alapított ma is működő általános és középiskolát Pozsonyban. Pécsre Scitovszky János püspök és hercegprímás hívására 12 apáca érkezett Pozsonyból a fiatal lányok nevelése céljából. Az akkor alapított iskola ma a ciszterci rend kezelésében Szent Margit Óvoda, Általános Iskola, Alapfokú Művészetoktatási Intézmény és Kollégium néven működik. Vagyonuk 1948-as államosításáig általános iskolát, polgári líceumot, tanítóképzőt és gimnáziumot tartottak fenn. A rendet 1950-ben feloszlatták, de a templom a rend tulajdonában és kezelésében maradt.
A rendszerváltást követően a rend 1989-ben visszakapta működési engedélyét. Maróti Jolán M. Assumpta kanonok nővér, rendfőnöknő 2006. december 25-ei halálával a rend megszűnt, ezért a közösséget 2007-ben törölte a bíróság nyilvántartásából.